# Mou nyamy Corona
Mou nyamy Corona est une corona, formation géologique en forme de couronne, située sur la planète Vénus par -49,5° S et 59° E. Elle est localisée dans le quadrangle d'Agnesi. Elle a été nommée en référence à Mou nyamy, Nganasan (Samoyède), déesse apportant la vie. 

## Géographie et géologie
Mou nyamy Corona couvre une surface circulaire d'environ 200 km de diamètre. 